# Jutta Schubert
Jutta Schubert es una deportista alemana que compitió en triatlón. Ganó una medalla de bronce en el Campeonato Mundial de Triatlón de Invierno de 2003, y tres medallas de bronce en el Campeonato Europeo de Triatlón de Invierno entre los años 2002 y 2004.

## Palmarés internacional
| Campeonato Mundial | Campeonato Mundial     | Campeonato Mundial | Campeonato Mundial |
| Año                | Lugar                  | Medalla            | Prueba             |
| ------------------ | ---------------------- | ------------------ | ------------------ |
| 2003               | Oberstaufen (Alemania) | Medalla de bronce  | Individual         |
| Campeonato Europeo |                        |                    |                    |
| Año                | Lugar                  | Medalla            | Prueba             |
| 2002               | Lago Achen (Austria)   | Medalla de bronce  | Individual         |
| 2003               | Donovaly (Eslovaquia)  | Medalla de bronce  | Individual         |
| 2004               | Wildhaus (Suiza)       | Medalla de bronce  | Individual         |